# Eloy Leveque

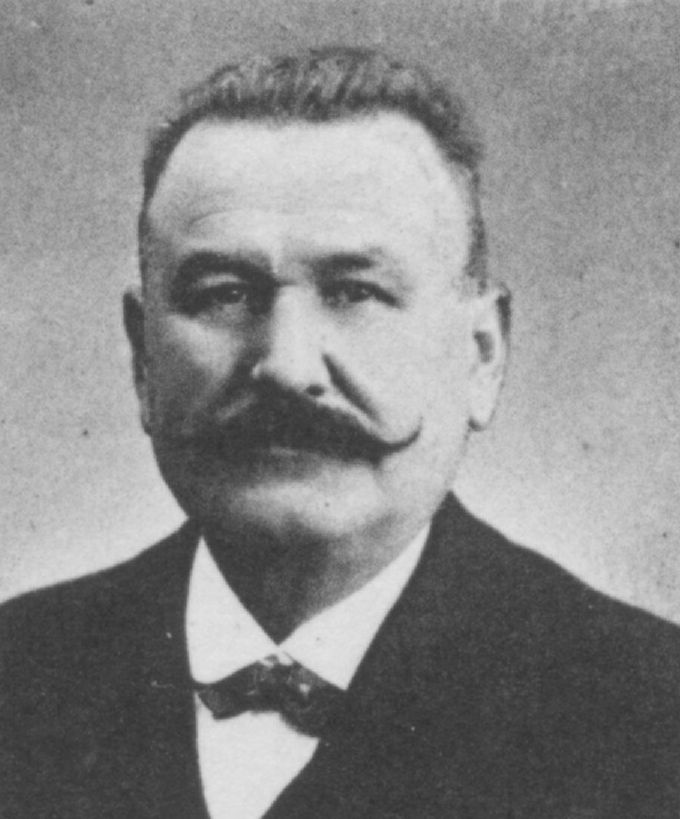
Eloy Leveque als Reichstagsabgeordneter 1912

Eloy Leveque, französisch: Eloy Lévêque, (* 1. Dezember 1856 in Rieding; † nach 1918) war Tierarzt und Mitglied des Deutschen Reichstags.

## Leben
Leveque besuchte das kleine Seminar von Finstingen, Pont-à-Mousson und Montigny und vom Oktober 1879 bis 1883 die Tierärztliche Hochschule in Berlin. Vom 1. Januar 1884 an war er Tierarzt und vom 1. Juli 1897 Kreistierarzt in Saarburg. 1877/78 diente er als Einjährig-Freiwilliger im Feld-Artillerie-Regiment Nr. 15 in Straßburg. Ferner war er  Mitglied des Kreistags und des Landwirtschaftsrats von Elsaß-Lothringen.
Von 1912 bis 1918 war er Mitglied des Deutschen Reichstags für den Wahlkreis Reichsland Elsaß-Lothringen 15 (Saarburg, Château-Salins). Er gehörte der Unabhängigen-Lothringischen Partei (ULR) an.